# Wechselspannungsbrücke
Mit einer Wechselspannungsbrücke, auch LCR-Messgerät genannt, können in der elektrischen Messtechnik die Induktivitätswerte {\displaystyle L} von Spulen,  Kapazitätswerte {\displaystyle C} von Kondensatoren sowie deren Verluste als ohmscher Widerstand {\displaystyle R} gemessen werden.
Darüber hinaus werden Wechselspannungsbrücken zu verschiedenen anderen Aufgaben eingesetzt, z. B. als phasendrehende Schaltung.

## Passive lineare Bauteile unter Wechselspannung
Ein realer Kondensator wird durch eine (ideale) Kapazität und einen ohmschen Widerstand angenähert beschrieben, die in einem Ersatzschaltbild in Parallelschaltung oder Reihenschaltung angeordnet sind. Entsprechendes gilt für die Spule mit Induktivität und ohmschem Widerstand.
Die Bauteile bilden in einem Wechselstromkreis komplexe Widerstände {\displaystyle {\underline {Z}}} . Deren Größe kann man angeben durch Betrag {\displaystyle Z} und Winkel {\displaystyle \varphi } oder durch Realteil {\displaystyle R} und Imaginärteil {\displaystyle X}
{\displaystyle {\underline {Z}}=Z\,\mathrm {e} ^{\mathrm {j} \varphi }=R+\mathrm {j} X\,.}
Bei einer Induktivität {\displaystyle L} ist {\displaystyle {\underline {Z}}=\mathrm {j} \omega L;} bei einer Kapazität {\displaystyle C} ist {\displaystyle {\underline {Z}}={\frac {1}{\mathrm {j} \omega C}}\,.}
Dabei stehen {\displaystyle \omega =2\pi f} für die Kreisfrequenz und {\displaystyle f} für die Frequenz der anliegenden sinusförmigen Wechselspannung; {\displaystyle \mathrm {j} } steht für die imaginäre Einheit mit {\displaystyle \mathrm {j} ^{2}=-1}.

## Messschaltungen

Grundschaltung einer Wechselspannungs-Messbrücke

### Prinzip der Messbrücke
Die Wechselspannungsbrücke ist aufgebaut wie eine Wheatstone-Brücke, siehe nebenstehendes Schaltbild. Sie benötigt eine Wechselspannungsquelle zur Speisung und ein für Wechselspannung empfindliches Messgerät zur Bestimmung der Brückenquerspannung; die vier Widerstände dürfen komplex sein. Die Brücke wird als abgeglichen bezeichnet, wenn die Querspannung gleich null ist, obwohl die Amplitude der Speisespannung größer null ist. In diesem Fall ist
{\displaystyle {\frac {{\underline {Z}}_{1}}{{\underline {Z}}_{2}}}={\frac {{\underline {Z}}_{3}}{{\underline {Z}}_{4}}}}
oder
{\displaystyle {\underline {Z}}_{1}\cdot {\underline {Z}}_{4}={\underline {Z}}_{2}\cdot {\underline {Z}}_{3}}
Um diese komplexe Abgleichbedingung zu erfüllen, müssen die
Betragsbedingung {\displaystyle Z_{1}\ Z_{4}=Z_{2}\ Z_{3}} und die
Winkelbedingung {\displaystyle \varphi _{1}+\varphi _{4}=\varphi _{2}+\varphi _{3}} erfüllt sein.
Ob eine Brücke überhaupt abgleichbar ist, erkennt man daran, ob die Winkelbedingung erfüllbar ist.
Bei einer abgeglichenen Brücke berechnet man den Messwert damit, dass die komplexe Abgleichbedingung in Real- und Imaginärteil erfüllt sein muss.
Zur Einstellung des Abgleichs sind zwei veränderbare Bauteile erforderlich. Je nach Schaltung gibt es frequenzunabhängige und frequenzabhängige Lösungen. Bei letzteren kann die Brückenquerspannung nicht auf null, sondern nur auf ein Minimum gebracht werden, wenn die Speisespannung Oberschwingungsanteile enthält.
Unter den vielen entwickelten Wechselspannungs-Messbrücken haben sich zwei Ausführungen besonders bewährt; sie werden hier beschrieben.

### Wien-Brücke
Die nach Max Wien benannte Brücke eignet sich zur Messung einer Kapazität. Im nächsten Schaltbild liegt der auszumessende, im Allgemeinen verlustbehaftete Kondensator auf der Position von {\displaystyle {\underline {Z}}_{1}} und wird hier dargestellt als {\displaystyle {\underline {Z}}_{x}} im Parallel-Ersatzschaltbild.

Wechselspannungsmessbrücke zur Messung einer Kapazität

Wechselspannungsmessbrücke zur Messung einer Kapazität mit geringem Verlust

Mit der komplexen Abgleichbedingung in der Form
{\displaystyle {\frac {1}{{\underline {Z}}_{x}}}={\frac {{\underline {Z}}_{4}}{{\underline {Z}}_{3}}}\ {\frac {1}{{\underline {Z}}_{2}}}}
und
{\displaystyle {\frac {1}{{\underline {Z}}_{x}}}={\frac {1}{R_{x}}}+\mathrm {j} \omega C_{x}\quad ;\quad {\underline {Z}}_{3}=R_{3}}
und entsprechend für {\displaystyle {\underline {Z}}_{2}} und {\displaystyle {\underline {Z}}_{4}} gemäß Schaltung, erhält man
{\displaystyle {\frac {1}{R_{x}}}+\mathrm {j} \omega C_{x}={\frac {R_{4}}{R_{3}}}\left({\frac {1}{R_{2p}}}+\mathrm {j} \omega C_{2p}\right)}
Realteil:
{\displaystyle {\frac {1}{R_{x}}}={\frac {R_{4}}{R_{3}}}{\frac {1}{R_{2p}}}\quad ;\quad R_{x}={\frac {R_{3}}{R_{4}}}R_{2p}}
Imaginärteil:
{\displaystyle \omega C_{x}={\frac {R_{4}}{R_{3}}}\omega C_{2p}\quad ;\quad C_{x}={\frac {R_{4}}{R_{3}}}C_{2p}}
Bei Kondensatoren mit hoher Güte bzw. geringem Verlust kann {\displaystyle R_{2p}} einen sehr hohen Wert annehmen, der schwer einstellbar ist. Im Grenzfall eines idealen Kondensators geht {\displaystyle R_{2p}\rightarrow \infty }. Für die Messung an solchen Bauteilen wird auf der Position von {\displaystyle {\underline {Z}}_{2}} statt der Parallelschaltung eine Reihenschaltung verwendet, bei der der ohmsche Widerstand {\displaystyle R_{2r}} einen kleinen Wert annimmt, im idealen Grenzfall {\displaystyle R_{2r}\rightarrow 0}. Die mathematische Behandlung hierzu ist schwieriger, und das Ergebnis ist frequenzabhängig.
Mit der komplexen Abgleichbedingung in der Form
{\displaystyle {\frac {{\underline {Z}}_{2}}{{\underline {Z}}_{x}}}={\frac {{\underline {Z}}_{4}}{{\underline {Z}}_{3}}}}
und {\displaystyle {\underline {Z}}_{2}=R_{2r}+{\frac {1}{\mathrm {j} \omega C_{2r}}}}
erhält man
{\displaystyle \left(R_{2r}+{\frac {1}{\mathrm {j} \omega C_{2r}}}\right)\left({\frac {1}{R_{x}}}+\mathrm {j} \omega C_{x}\right)={\frac {R_{4}}{R_{3}}}}
Realteil:
{\displaystyle {\frac {R_{2r}}{R_{x}}}+{\frac {C_{x}}{C_{2r}}}={\frac {R_{4}}{R_{3}}}}
Imaginärteil:
{\displaystyle \omega C_{x}R_{2r}={\frac {1}{\omega C_{2r}R_{x}}}\quad ;\quad \omega C_{2r}R_{2r}={\frac {1}{\omega C_{x}R_{x}}}}
Durch Eliminierung von {\displaystyle R_{x}} erhält man eine Gleichung für {\displaystyle C_{x}}
{\displaystyle {\frac {C_{x}}{C_{2r}}}\left(\omega ^{2}C_{2r}^{2}R_{2r}^{2}+1\right)={\frac {R_{4}}{R_{3}}}}
Eine Kapazität mit geringem Verlust ist im Parallel-Ersatzschaltbild gekennzeichnet durch {\displaystyle R_{x}\gg {\frac {1}{\omega C_{x}}}} . Dann wird
{\displaystyle \omega C_{2r}R_{2r}={\frac {1}{\omega C_{x}R_{x}}}\ll 1}
und die Gleichung für {\displaystyle C_{x}} vereinfacht sich zu
{\displaystyle C_{x}={\frac {R_{4}}{R_{3}}}C_{2r}}
In dieser Näherungslösung entfällt die Frequenzabhängigkeit. Anders ist das bei der Kennzeichnung des Verlustes. In dieser Schaltung ergibt sich unabhängig von der Näherung
{\displaystyle R_{x}={\frac {1}{\omega ^{2}C_{x}C_{2r}R_{2r}}}}

### Maxwell-Wien-Brücke
Eine der Wien-Brücke entsprechende Schaltung zur Messung einer Induktivität mit einer zweiten Induktivität ist die Maxwell-Brücke. Diese liefert allerdings keine hochwertigen Ergebnisse, da
1. keine Spulen zur Verfügung stehen, die in ihrer Induktivität zu Vergleichszwecken hinreichend genau bekannt sind,
2. Spulen durch ihre Leitungswiderstände in höherem Maße verlustbehaftet sind.

Beide Nachteile werden in der Maxwell-Wien-Brücke vermieden, die als Referenzbauteil einen Kondensator verwendet. In nebenstehendem Schaltbild liegt die auszumessende verlustbehaftete Spule auf der Position von {\displaystyle {\underline {Z}}_{1}} und wird hier dargestellt im Reihen-Ersatzschaltbild.

Wechselspannungsmessbrücke zur Messung einer Induktivität

Mit der komplexen Abgleichbedingung in der Form
{\displaystyle {\underline {Z}}_{x}={\frac {{\underline {Z}}_{2}\,{\underline {Z}}_{3}}{{\underline {Z}}_{4}}}}
und
{\displaystyle {\underline {Z}}_{x}=R_{x}+\mathrm {j} \omega L_{x}}
{\displaystyle {\underline {Z}}_{2}=R_{2}} usw. gemäß Schaltung
erhält man aus dem Imaginärteil der Abgleichbedingung die Induktivität
{\displaystyle L_{x}=R_{2}R_{3}C_{4}}
und aus dem Realteil den ohmschen Verlustwiderstand
{\displaystyle R_{x}={\frac {R_{2}R_{3}}{R_{4}}}}

## Anzeige und Abgleich
Bei einer gleichspannungsgespeisten Messbrücke, z. B. Wheatstone-Brücke in der bevorzugten Ausführung, ist die Querspannung positiv oder negativ; das Vorzeichen gibt die Richtung an, in der verstellt werden muss, um zum Abgleich zu gelangen.
Bei einer Wechselspannungsspeisung liefert die übliche Gleichrichtwert- oder Effektivwertbildung zur Anzeige einer Wechselspannung keinen Vorzeichenwechsel und somit kein Merkmal zur Richtung. Abhilfe schafft die gesteuerte Gleichrichtung, die ein positives Vorzeichen etwa für „zu viel“ oder ein negatives Vorzeichen für „zu wenig“ erzeugt.
Mit einer Gleichrichter-Steuerspannung synchron zur Brückenspeisespannung ist der R-Abgleich möglich, mit einer Steuerspannung um 90° versetzt zur Speisespannung der C-Abgleich. In Brücken mit manuellem Abgleich wird bei einer Phasenverschiebung, die zwischen 0° und 90° liegt, mehrmals zwischen R-Abgleich und C-Abgleich gewechselt und iterativ die Anzeige auf minimal, im Idealfall null eingestellt.